# WTAマドリード・オープン
WTAマドリード・オープン（WTA Madrid Open）は、スペインで開催されていたWTAテニストーナメントである。1995年まではバルセロナで1996年から2003年まではマドリードで開催されていた。2007年から2012年まではバルセロナ・レディース・オープンが、2009年からは男女共催のムチュア・マドリード・オープンが開催されている。

## 大会歴代優勝者

### シングルス
1988年以後
| 開催地     | 年                               | 優勝者                           | 準優勝者                         | 決勝結果      |
| バルセロナ |                                  |                                  |                                  |               |
| ---------- | -------------------------------- | -------------------------------- | -------------------------------- | ------------- |
| バルセロナ | 1988                             | ネージュ・ディアス               | ベッティーナ・フルコ             | 6–3, 6–3      |
| バルセロナ | 1989                             | アランチャ・サンチェス・ビカリオ | ヘレン・ケレシ                   | 6–2, 5–7, 6–1 |
| バルセロナ | 1990                             | アランチャ・サンチェス・ビカリオ | イザベル・キュエト               | 6–4, 6–2      |
| バルセロナ | 1991                             | コンチタ・マルティネス           | マニュエラ・マレーバ             | 6–4, 6–1      |
| バルセロナ | 1992                             | モニカ・セレシュ                 | アランチャ・サンチェス・ビカリオ | 3–6, 6–2, 6–3 |
| バルセロナ | 1993                             | アランチャ・サンチェス・ビカリオ | コンチタ・マルティネス           | 6–1, 6–4      |
| バルセロナ | 1994                             | アランチャ・サンチェス・ビカリオ | イバ・マヨリ                     | 6–0, 6–2      |
| バルセロナ | 1995                             | アランチャ・サンチェス・ビカリオ | イバ・マヨリ                     | 5–7, 6–0, 6–2 |
| マドリード |                                  |                                  |                                  |               |
| 1996       | ヤナ・ノボトナ                   | マグダレナ・マレーバ             | 4–6, 6–4, 6–3                    |               |
| 1997       | ヤナ・ノボトナ                   | モニカ・セレシュ                 | 7–5, 6–1                         |               |
| 1998       | パティ・シュナイダー             | ドミニク・ファン・ルースト       | 3–6, 6–4, 6–0                    |               |
| 1999       | リンゼイ・ダベンポート           | パオラ・スアレス                 | 6–1, 6–3                         |               |
| 2000       | ガラ・レオン・ガルシア           | ファビオラ・スルアガ             | 4–6, 6–2, 6–2                    |               |
| 2001       | アランチャ・サンチェス・ビカリオ | アンヘリス・モントリオ           | 7–5, 6–0                         |               |
| 2002       | モニカ・セレシュ                 | チャンダ・ルビン                 | 6–4, 6–2                         |               |
| 2003       | チャンダ・ルビン                 | マリア・サンチェス・ロレンソ     | 6–4, 5–7, 6–4                    |               |

### ダブルス
1988年以後
| 開催地     | 年                                                                | 優勝者                                                      | 準優勝者                                                  | 決勝結果           |
| バルセロナ |                                                                   |                                                             |                                                           |                    |
| ---------- | ----------------------------------------------------------------- | ----------------------------------------------------------- | --------------------------------------------------------- | ------------------ |
| バルセロナ | 1988                                                              | イバ・ブダロバ サンドラ・ワッサーマン                       | アンナ＝カリン・オルセン マリア・ホセ・ロルカ             | 1–6, 6–3, 6–2      |
| バルセロナ | 1989                                                              | ヤナ・ノボトナ ティヌ・ショイアー・ラーセン                 | アランチャ・サンチェス・ビカリオ ジュディス・ヴィースナー | 6–2, 2–6, 7–6(7–3) |
| バルセロナ | 1990                                                              | メルセデス・パス アランチャ・サンチェス・ビカリオ           | サブリナ・ゴレシュ パトリシア・タラビーニ                 | 6–7(7–9), 6–2, 6–1 |
| バルセロナ | 1991                                                              | マルチナ・ナブラチロワ アランチャ・サンチェス・ビカリオ     | ナタリー・トージア ジュディス・ヴィースナー               | 6–1, 6–3           |
| バルセロナ | 1992                                                              | コンチタ・マルティネス アランチャ・サンチェス・ビカリオ     | ナタリー・トージア ジュディス・ヴィースナー               | 6–4, 6–1           |
| バルセロナ | 1993                                                              | コンチタ・マルティネス アランチャ・サンチェス・ビカリオ     | マグダレナ・マレーバ マニュエラ・マレーバ                 | 4–6, 6–1, 6–0      |
| バルセロナ | 1994                                                              | ラリサ・ネーランド アランチャ・サンチェス・ビカリオ         | ジュリー・アラール ナタリー・トージア                     | 6–2, 6–4           |
| バルセロナ | 1995                                                              | ラリサ・ネーランド アランチャ・サンチェス・ビカリオ         | マリアン・デ・スウォート イバ・マヨリ                     | 7–5, 4–6, 7–5      |
| マドリード |                                                                   |                                                             |                                                           |                    |
| 1996       | ヤナ・ノボトナ アランチャ・サンチェス・ビカリオ                   | サビーネ・アペルマンス ミリアム・オレマンス                 | 7–6, 6–2                                                  |                    |
| 1997       | メアリー・ジョー・フェルナンデス アランチャ・サンチェス・ビカリオ | イネス・ゴロチャテギ イリナ・スピールリア                   | 6–3, 6–2                                                  |                    |
| 1998       | フロレンシア・ラバト ドミニク・ファン・ルースト                   | レイチェル・マッキラン ニコル・プラット                     | 6–3, 6–1                                                  |                    |
| 1999       | ビルヒニア・ルアノ・パスクアル パオラ・スアレス                   | マリア・フェルナンダ・ランダ マルレーネ・ワインガルトナー   | 6–2, 0–6, 6–0                                             |                    |
| 2000       | リサ・レイモンド レネ・スタブス                                   | ガラ・レオン・ガルシア マリア・サンチェス・ロレンソ         | 6–1, 6–3                                                  |                    |
| 2001       | ビルヒニア・ルアノ・パスクアル パオラ・スアレス                   | リサ・レイモンド レネ・スタブス                             | 7–5, 2–6, 7–6                                             |                    |
| 2002       | マルチナ・ナブラチロワ ナターシャ・ズベレワ                       | ロザンナ・デ・ロス・リオス アランチャ・サンチェス・ビカリオ | 6–2, 6–3                                                  |                    |
| 2003       | ジル・クレイバス リーゼル・フーバー                               | リタ・グランデ アンジェリク・ウィジャヤ                     | 6–4, 7–6                                                  |                    |